# Bill Walker (Politiker, 1942)

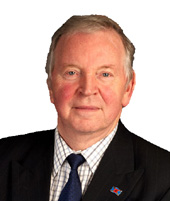
Bill Walker

Bill Walker (* 31. März 1942 in Edinburgh) ist ein schottischer Politiker und Mitglied der Scottish National Party (SNP).

## Leben
Baker wuchs in Edinburgh auf und besuchte die Royal High School. Anschließend studierte er an der Universität Edinburgh Elektrotechnik und schloss mit einem Bachelorgrad ab. Er ging dann ans Illinois Institute of Technology und studierte Informatik. Schließlich kehrte Walker zurück an die Universität Edinburgh und verließ die Management School mit einem Masterabschluss.

## Politischer Werdegang
Seit 2007 ist Walker Ratsmitglied in der Region Fife. Bei den Schottischen Parlamentswahlen 2011 kandidierte Walker für den im Zuge der Wahlkreisreform neugeschaffenen Wahlkreis Dunfermline. Er setzte sich knapp gegen den Kandidaten der Labour Party durch und zog erstmals ins Schottische Parlament ein. Im März 2012 wurde Walker zunächst vorübergehend aus der SNP ausgeschlossen, nachdem bekannt wurde, dass er gegenüber seinen ersten drei Ehefrauen gewalttätig wurde und es bei seiner vierten Ehefrau angeblich abermals zu Fällen von häuslicher Gewalt kam. Walker kommentierte die Vorwürfe nicht. Sein Mandat bleibt von dem Ausschluss unberührt. Im April 2012 wurde Walker aus der Partei ausgeschlossen und gehörte dem Parlament zunächst als Parteiloser an. Nachdem mehr als die Hälfte der Abgeordneten ob der Anschuldigungen einen Rücktritt Walkers befürworteten, gab dieser dem Druck am 7. September 2013 nach und schied aus dem schottischen Parlament aus. Hierdurch wurden im Wahlkreis Dunfermline Nachwahlen nötig, welche die Labour-Kandidatin Cara Hilton für sich entschied.